# Simputer

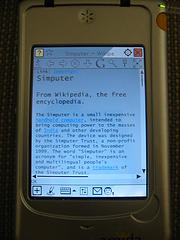
Simputer

Simputer to mały, niedrogi asystent elektroniczny, który miał przybliżyć technologię komputerową ludziom z Indii oraz innych krajów rozwijających się. Urządzenie to zostało skonstruowane przez Simputer Trust, organizację non-profit utworzoną w listopadzie 1999 roku. 
Słowo "Simputer" to akronim, oznaczający (ang.) "simple, inexpensive and multilingual people's computer" , czyli "prosty, niedrogi wielojęzyczny komputer dla mas" i jest znakiem towarowym Simputer Trust.
Simputer posiada procesor Intel StrongARM 206 MHz na trzy baterie AA, 64 MB pamięć operacyjnej, 32 MB pamięci flash i może obsługiwać tanie wymienialne smartcards o pojemności 8KB danych. Posiada oprogramowanie typu text-to-speech i działa pod kontrolą systemu operacyjnego Linux. 
Od roku 2004 jest dostępny w sprzedaży za 240 USD, czyli około 1000 PLN.